# Палецкий, Иван Фёдорович Щереда
Князь Иван Фёдорович Палецкий по прозванию Щереда (ум. 1531) — воевода, посол и окольничий во времена правления Василия III Ивановича.
Из княжеского рода Палецких. Старший сын князя Фёдора Ивановича Палецкого-Большого. Имел младшего брата, князя Дмитрия Фёдоровича по прозванию Щереда.

## Биография
В 1506 году участвовал в Смоленском походе вместе с Салтыковым. В 1519 году говорил второму послу крымского хана Мухаммед Гирея, предлагавшего Василию III дружбу, речь от имени князя, причём оба стояли на коленях, "сняв с себя колпаки". В этом же году второй воевода в Стародубе.
В 1524 году пожалован в окольничие. В этом же году во время Казанско-русской войны ходил с судами из Нижнего Новгорода на Казань с запасами хлеба и артиллерией. По дороге флотилия попала в засаду "в местах где Волга усеяна островами", устроенную черемисами запрудивших реку камнями и деревьями, а по приходе туда судов начали скатывать на них брёвна с крутого берега и осыпать московских ратников стрелами, множество людей погибло, суда и запасы были захвачены, сам князь с трудом спасся. Это поражение было одной из основных причин неудачного хода войны.
В январе 1526 года на бракосочетании великого князя Василия III с княжной Еленой Васильевной Глинской, третьим ведал и собирал детей боярских.
В 1529 году отправлен послом в Казань по известиям, что царь казанский явно начал противостоять исполнению заключённых договоров, повёз клятвенную грамоту Василия III к казанскому хану Сафа Гирею, но, узнав в Нижнем Новгороде о враждебных действия хана, оскорблении русского посла Пильемова, возвратился в Москву и через год в 1531 скончался.
По родословной росписи показан бездетным.
Князь Иван Фёдорович Палецкий в родословных книгах с прозванием "Щереда" не упомянут. Это прозвище носил его брат князь Дмитрий Фёдорович, а с ним он упомянут только в Русском биографическом словаре А.А. Половцева, с размытой формулировкой: "Иван Фёдорович, прозванием, как и брат его Дмитрий Щереда".
В "Истории родов русского дворянства" П.Н. Петров ошибочно указывает, что Фёдор умер в 1524 году.